# 頃安祐良
頃安 祐良（ころやす ゆうすけ、1984年12月24日 - ）は、日本の映画監督。岡山県津山市出身。岡山県立津山高等学校卒業。日本大学大学院芸術学研究科映像芸術専攻博士前期課程修了。

## 略歴・人物
大学時代から多くの自主映画を製作。卒業制作として発表した「穢れ多き、人に非ず」が第11回京都国際学生映画祭で準グランプリを受賞。代表作「シュナイダー」は東京学生映画祭グランプリをはじめ、第31回ぴあフィルムフェスティバルなどの様々な映画祭に入選した。「あの娘、早くババアになればいいのに」は第7回田辺・弁慶映画祭で弁慶グランプリと市民賞をW受賞。
また、映画を製作する一方で、アイドルネッサンスやトクマルシューゴ、埋火のミュージックビデオを製作。SKE48や乃木坂46といったアイドルグループのCD特典映像も手がけている。

## 監督作品

### 映画
- 穢れ多き、人に非ず（2007年）
- シュナイダー（2008年）
- Milord（2009年）
- Milord #2（2009年）
- パンティの話（2009年） - 三代川達として参加
- Goodnight Bad Morning（2009年）
- マイ・サンシャイン（2010年）
- ひからびた肌（2011年）
- 想いは壁を通り抜けて、好きな人に逢いに行く（2011年）
- ぴかぴか（2012年）
- 降霊（2012年）
- あなたの知らない怖い話4（2012年）
- あの娘、早くババアになればいいのに（2013年）
- もここの初恋（2014年）
- マイ・フレンドシップ・キルト（2015年）
- 「トウキョーの夜」の朝（2015年）
- ファーストアルバム（2016年）
- Qちゃん（2016年）
- 中年よ、神話になーれ！（2017年）

### ドラマ
- Re:Mind（2017年） - 第7話、第8話
- 東京BTH〜TOKYO BLOOD TYPE HOUSE〜（2018年）[6]
- スイートモラトリアム（2023年）監督・脚本
- アクトレス（2023年）監督
- Qrosの女 スクープという名の狂気（2024年、テレビ東京） - 監督[7]
- めんつゆひとり飯2（2024年、BS松竹東急）監督
- MADDER その事件、ワタシが犯人です（2025年、関西テレビ）監督

### ミュージックビデオ
- トクマルシューゴ
  - 「Parachute」（2007年）
- 埋火
  - 「溺れる魚」（2011年）
- 小林絵未梨
  - 「涙の湘南」（2012年）
- アイドルネッサンス :
  - 「太陽と心臓」（2014年）
  - 「初恋」（2014年）
  - 「YOU」（2015年）
  - 「君の知らない物語」（2016年）
  - 「5センチメンタル」（2017年）
  - 「前髪」（2017年）
- サンミニ
  - 「BOUNCE!!」(2015年)
- 虹のコンキスタドール
  - 「↓エイリアンガール・イン・ニューヨーク↑」(2016年)
- 原田珠々華
  - 「Moon Light」（2019年）
- 乃木坂46
  - 「時々思い出してください」（2019年）
  - 「口ほどにもないKISS」（2021年）
  - 「私の色」（2021年）
  - 「僕たちのサヨナラ」（2023年）
  - 「相対性理論に異議を唱える」（2024年）
- 大原ゆい子
  - 「まっすぐ」(2021年)
- 日向坂46
  - 「ゴーフルと君」（2022年）

### プロモーションビデオ
- 乃木坂46
  - 桜井玲香 個人PV「苦手克服！明日への第一歩」（2012年）
  - 井上小百合 個人PV「ともだちのともだち」（2014年）
  - 若月佑美 個人PV「卒業式のあとに、」（2014年）
  - 井上小百合＆斉藤優里 ペアPV「愛の飛び蹴り」（2015年）
  - 深川麻衣＆若月佑美 ペアPV「結婚式／ロマンス」（2015年）
  - 高山一実 個人PV「誰がために」（2015年）
  - 伊藤万理華 個人PV「20」（2016年）
  - 久保史緒里 個人PV「個人PVについて私が知っている五、六の事柄」（2017年）
  - 吉田綾乃クリスティー 個人PV「一ヶ月前、春のうた」（2018年）
  - 井上小百合 個人PV「Weekend」（2018年）
  - 齋藤飛鳥 個人PV ｢ラブ・ストーリーは凸電に｣  （2021年）
  - 五百城茉央「いおき PHASE7」（2023年）
  - 長嶋凛桜 個人PV「CLOSE ENCOUNTERS of the KOJIN PV」（2025年）

- 欅坂46
  - けやき坂46 特典映像：「けやきちゃんと。」（2019年）

- 日向坂46
  - けやき坂46ストーリー ～ひなたのほうへ～（2019年）
    - 「柿崎芽実」「佐々木美玲」「河田陽菜」（Type-A収録）
    - 「金村美玖」「富田鈴花」「渡邉美穂」（Type-B収録）
    - 「加藤史帆」「東村芽依」「宮田愛萌」（Type-C収録）

  - 個人PV "改めまして、はじめまして"（2021年）
    - 高瀬愛奈 個人PV「ホントのワタシ。」
    - 渡邉美穂 個人PV「普通にあこがれて」

- あ、ピンチ。
  - 牛乳寒天なつみん 個人PV「かわいいもの feat. WM」（2017年）

## その他の作品
- 夢眠ねむ&Maa 夢眠姉妹のわくわく♡キュイジンヌ - ディレクター
- 中元日芽香ドキュメンタリー「最後のあいさつ～Her Last Bow～」（2018年） - 監督
- きくちゃんの愉快な旅（2018年9月2日　加藤史帆監督、予告編のみ・本編未公開） - 監督補佐[8]

## 受賞歴
穢れ多き、人に非ず
- 第11回京都国際学生映画祭 - 準グランプリ[9]

シュナイダー
- 第12回水戸短編映像祭 - 入選[要出典]
- 第21回東京学生映画祭 - グランプリ[4]
- 第31回ぴあフィルムフェスティバル - 入選[要出典]
- 京都国際学生映画祭特別上映作品[要出典]
- うえだ城下町映画祭 - 古厩智之賞受賞[10]

マイ・サンシャイン
- 第14回水戸短編映像祭 - 準グランプリ[11]

想いは壁を通り抜けて、好きな人に逢いに行く
- 第12回TAMA NEW WAVE - 入選[12]

あの娘、早くババアになればいいのに
- 第7回田辺・弁慶映画祭 - 弁慶グランプリ、市民賞[5]
- 第14回TAMA NEW WAVE - 入選[13]

もここの初恋
- 第16回 DigiCon6 ASIA JAPAN Awards 銀賞
- 富山水辺の映像祭スフィア2014 優秀賞
- 第5回 伊勢崎映画祭 伊勢市長賞
- 第五回武蔵野映画祭 審査員特別賞
- 第7回よなご映像フェスティバル 古川タク賞

中年よ、神話になーれ！
- 第11回さぬき映画祭 さぬきストーリー・プロジェクト ショートムービーコンペティション - グランプリ[14]